# Loimaan Korikonkarit
Loimaan Korikonkarit, également connu sous le nom des Nilan Bisons de par son sponsor ou Bisons Loimaa, est un club finlandais de basket-ball, basé dans la ville de Loimaa, en Finlande.  Le club évolue en Korisliiga, soit le plus haut niveau du championnat de Finlande de basket-ball.

## Palmarès
- Championnat de Finlande 2012, 2013

## Entraîneurs successifs
- 2010-2016 :  Greg Gibson
- 2016-2017 :  Garcia Hopkins
- 2017- :  Arttu Mannelin